# Лебяжье (Нижнеингашский район)
Лебяжье — посёлок в Нижнеингашском районе Красноярского края. Входит в состав Канифольнинского сельсовета.

## География
Посёлок находится в восточной части края, в пределах таёжной лесорастительной зоны, на левом берегу реки Поймы, на расстоянии приблизительно 53 километров (по прямой) к северо-востоку от Нижнего Ингаша, административного центра района. Абсолютная высота — 213 метров над уровнем моря.
Климат
Климат характеризуется как резко континентальный, с продолжительной морозной малоснежной зимой и коротким жарким летом. Зима продолжается в течение 6-7 месяцев. Абсолютный минимум температуры воздуха составляет −51 °C (по данным метеостанции г. Канска). Продолжительность периода с температурой более 10˚С составляет 100—110 дней. Среднегодовое количество атмосферных осадков составляет 484 мм.

## История
Основан в 1903 году. По данным 1926 года в деревне Лебяжье имелось 129 хозяйств и проживало 642 человека (332 мужчины и 310 женщин). В национальном составе населения того периода преобладали белорусы. В административном отношении являлась центром Лебяжинского сельсовета Нижне-Ингашского района Канского округа Сибирского края.

## Население
| 2010 |
| ---- |
| 44   |

Половой состав
По данным Всероссийской переписи населения 2010 года в гендерной структуре населения мужчины составляли 54,5 %, женщины — соответственно 45,5 %.
Национальный состав
Согласно результатам переписи 2002 года, в национальной структуре населения русские составляли 98 % из 62 чел.